# اودون فلدسزی
اودون فلدسزی (انگلیسی: Ödön Földessy; ۱ ژوئیهٔ ۱۹۲۹ – ۹ ژوئن ۲۰۲۰) افسر پلیس اهل مجارستان بود.